# Ferdinando Paër
Ferdinando Paër (Parma, 1º luglio 1771 – Parigi, 3 maggio 1839) è stato un compositore italiano.

## Biografia

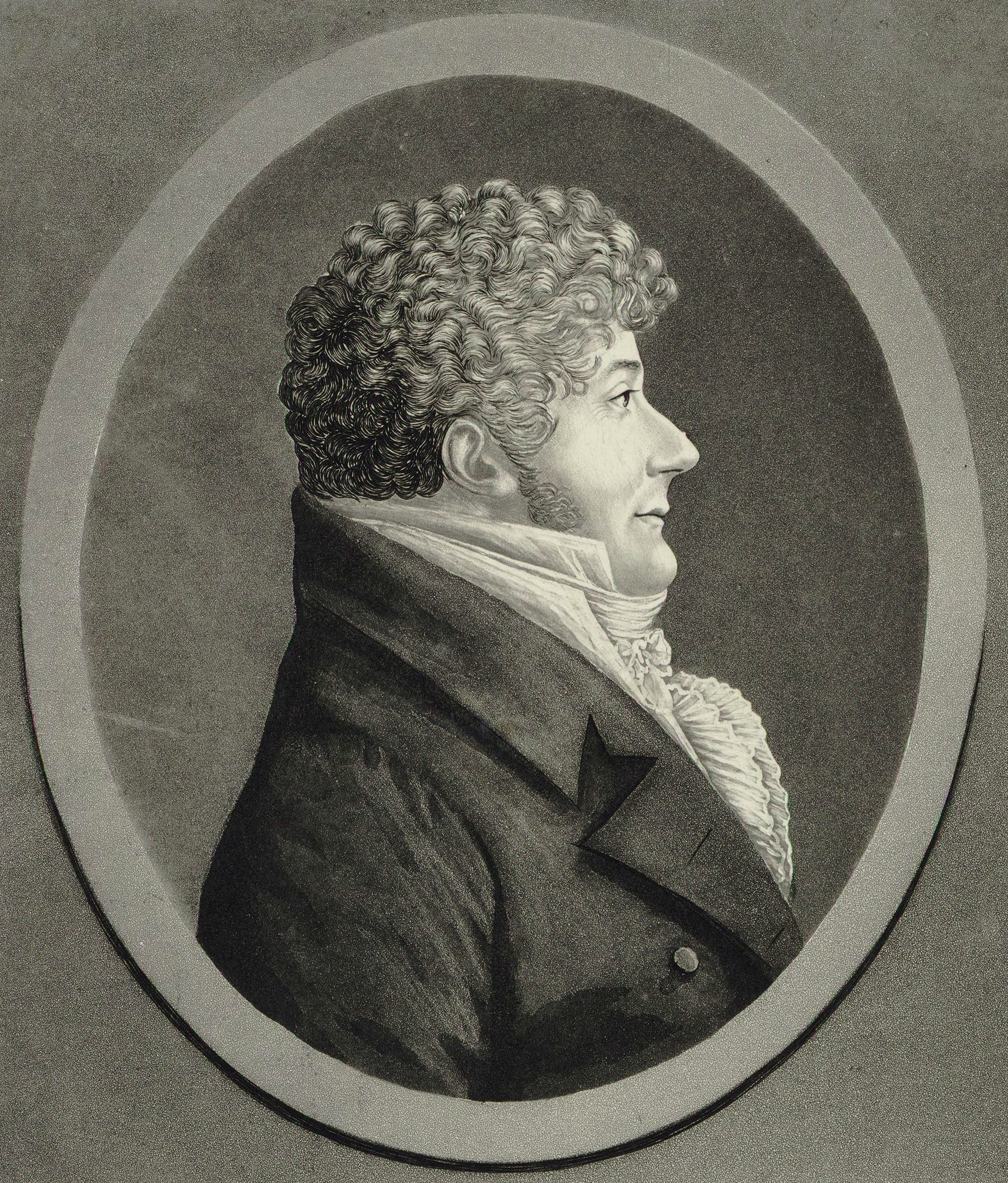
Ferdinando Paër

La sua famiglia era di origine tedesca, suo padre era figlio di un musicista austriaco, Michael Pär, che era venuto a Parma con una banda del reggimento. Ricevette i primi insegnamenti musicali dal padre Giulio Paer, cornista nell'orchestra del teatro di Corte del Ducato di Parma e Piacenza. Studiò poi con il violoncellista Gaspare Ghiretti, allievo del Conservatorio della Pietà dei Turchini di Napoli, e con Gian Francesco Fortunati, maestro di cembalo e di canto. La sua prima opera, La locanda dei vagabondi, fu pubblicata nel 1789, quando egli aveva appena 18 anni; seguì l'anno successivo I pretendenti burlati.
Nell'autunno 1792 fu messa in scena a Parma la sua prima opera, Il tempo fa giustizia a tutti, che ottenne un discreto successo. La sua fama si diffuse rapidamente nella penisola: si recò a Venezia dove presentò La Circe (1793), fu nominato maestro di cappella onorario della corte di Parma. Nel 1797 si recò a Vienna, dove venne nominato Kapellmeister del Teatro di Porta Carinzia: lì conobbe la cantante Francesca Riccardi, che l'anno successivo divenne sua moglie.
Nel 1801 si recò a Dresda, dove produsse Achille e Leonora (sullo stesso soggetto del Fidelio di Ludwig van Beethoven). Nel 1806 Napoleone assistette a Dresda all'Achille e apprezzò a tal punto l'opera che volle assicurarsi i servigi di Paër come "compositore di corte di Sua Maestà Imperiale" per 28.000 franchi e nel 1812 lo nominò successore di Gaspare Spontini come direttore del Théâtre-Italien di Parigi fino al 1827.
Tale incarico gli venne confermato anche con la Restaurazione del 1815 (in seguito, nel 1832, venne nominato direttore della cappella del re). Lasciata la Riccardi, si era unito alla cantante Angelica Catalani.
Nel 1827 si ritirò definitivamente dal Théâtre-Italien (al suo posto subentrò Gioachino Rossini dopo una rivalità durata qualche anno) e si dedicò all'insegnamento di composizione (fra i suoi allievi vi fu anche il giovane Franz Liszt).
Nel 1835 tenne l'orazione funebre ai funerali di Vincenzo Bellini, e alla sua morte gli vennero tributate esequie solenni.

## Opere

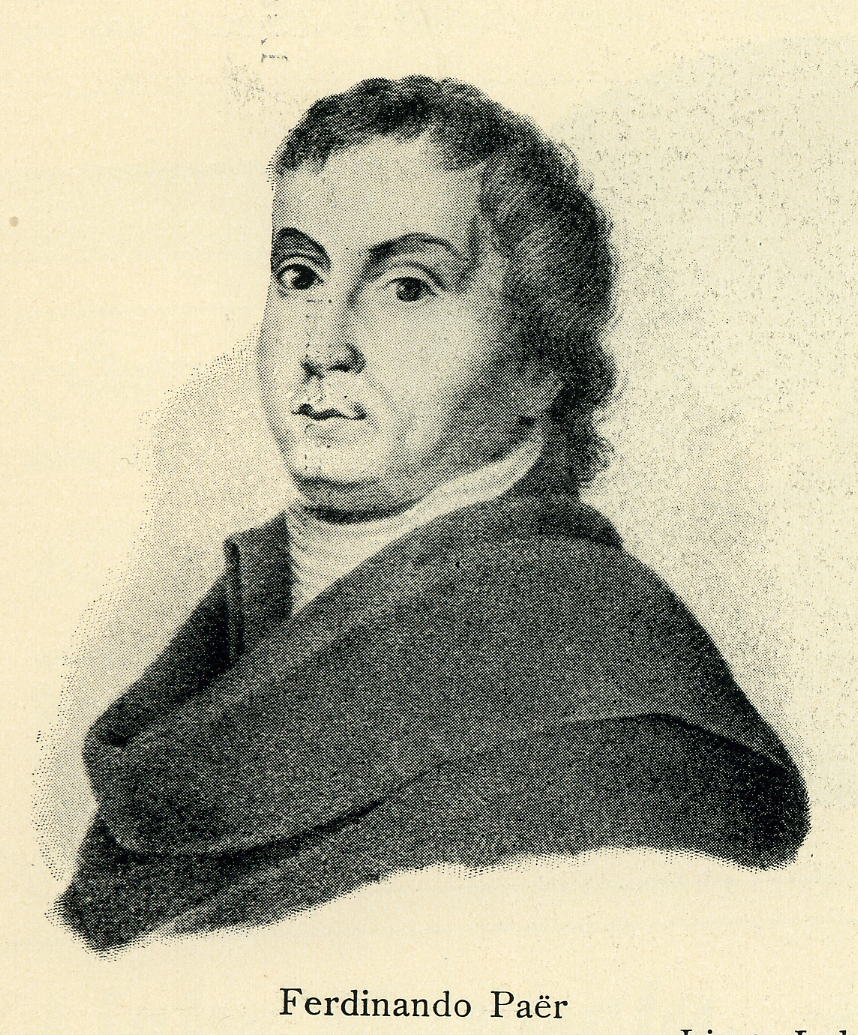
Ferdinando Paër da Liszt-Biografia 1911

Paër compose tra il 1791 e il 1816 almeno 55 opere, oltre a 9 composizioni sacre, 13 cantate, brani orchestrali e da camera. Inizialmente si ispirò allo stile italiano di Paisiello e Cimarosa, in seguito fu influenzato dagli arricchimenti armonici, strumentali e drammatici di Mozart: infatti Paër, tra i predecessori di Rossini, si distinse per il suo cosmopolitismo, l'eleganza, la fedeltà al bel canto, uniti ad un raro gusto melodico ed arricchiti da un'armonia originale e da una strumentazione piuttosto attenta. Può quindi essere ritenuto uno dei principali compositori di opera-comique del suo periodo.

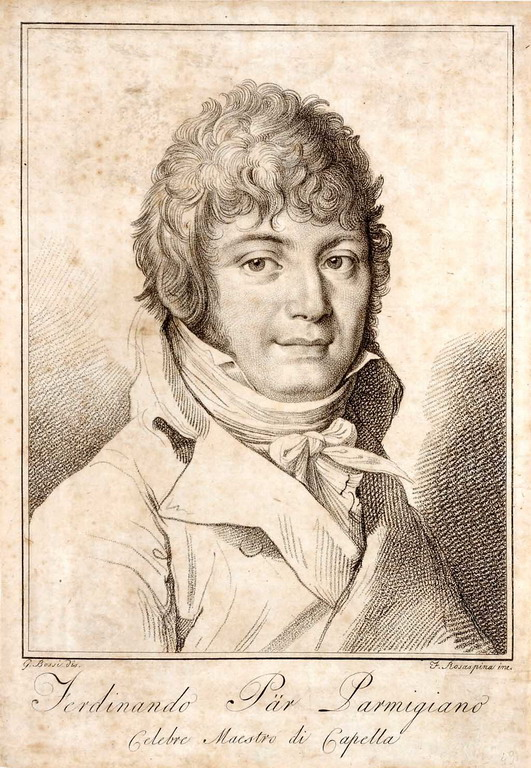
Ferdinando Paër

## Lavori

### Opere
- Orphée et Euridice (opera in prosa, 1791, Parma)
- Circe (opera, libretto di Domenico Perelli, 1792, Venezia; rappresentata successivamente anche come Calypso)
- Le astuzie amorose, o Il tempo fa giustizia a tutti (dramma giocoso, libretto di Antonio Brambilla, 1792, Parma; rappresentata successivamente anche come La locanda dei vagabondi)
- I portenti del magnetismo (opera buffa, 1793, Venezia)
- Icilio e Virginia (libretto di Giuseppe Maria Foppa, 1793, Padova)
- Laodicea (libretto di Giuseppe Maria Foppa, 1793, Padova; rappresentata anche come Tegene e Laodicea a Firenze nel 1799)
- I pretendenti burlati (dramma giocoso, libretto del nobiluomo Don Gian Carlo Grossardi, 1793, Parma)
- L'oro fa tutto (dramma giocoso, libretto di Angelo Anelli, 1793, Milano; rappresentato anche come Geld ist die, 1795, Dresda)
- Il nuovo Figaro (dramma giocoso, libretto di Lorenzo Da Ponte, 1794, Parma; rappresentato successivamente anche come Il matrimonio di Figaro)
- Il matrimonio improvviso (farsa, libretto di Giuseppe Maria Foppa, 1794, Venezia; rappresentata anche come I due sordi a Parma nel 1801)
- I molinari (farsa, libretto di Giuseppe Maria Foppa. 1794, Venezia)
- Il fornaro (farsa, 1794, Venezia)
- L'Idomeneo (dramma serio, libretto di Gaetano Sertor, 1794, Firenze)
- Ero e Leandro (dramma, 1794, libretto di Domenico Chelli, Teatro San Carlo di Napoli)
- L'inganno in trionfo (intermezzo, 1794, Firenze)
- Una in bene e una in male (dramma giocoso, libretto di Giuseppe Maria Foppa, 1794, Roma; anche come Le astuzie di Patacca, 1802, Dresda)
- La Rossana (melodramma serio, libretto di Aurelio Aureli, 1795, Teatro alla Scala di Milano con Teresa Bertinotti-Radicati)
- Il Cinna (melodramma serio, libretto di Angelo Anelli, 1795, Padova)
- Anna (opera buffa, 1795, Padova)
- L'intrigo amoroso (dramma giocoso, libretto di Giovanni Bertati, 1795, Venezia; anche come Saed, ossia Gl'intrighi del serraglio, 1795, Venezia; anche come Il male vien dal buco, 1797, Bologna)
- L'orfana riconosciuta (dramma giocoso, 1796, Firenze)
- L'amante servitore (commedia in musica, libretto di Antonio Simeone Sografi, 1796, Venezia)
- Il principe di Taranto (dramma giocoso, libretto di Filippo Livigni, 1797, Parma; anche come La contadina fortunata, 1807)
- Il fanatico in Berlina (1797, Vienna)
- Griselda, ossia La virtù al cimento (dramma semiserio, libretto di Angelo Anelli, 1798, Parma)
- Camilla, ossia Il sotterraneo (dramma semiserio, libretto di Giuseppe Carpani, da B.-J. Marsollier des Vivetières 1799, Vienna)
- Il maestro di ballo (farsa, libretto di Giuseppe Maria Foppa, 1799, Venezia)
- Il morto vivo (opera buffa, libretto di Carlo Prospero Defranceschi, 12 luglio 1799, Theater am Kärntnertor di Vienna)
- La testa riscaldata (farsa, libretto di Giuseppe Maria Foppa, 1800, Venezia)
- La sonnambula (farsa, libretto di Giuseppe Maria Foppa, 1800, Venezia)
- Ginevra degli Almieri (opera tragicomica, libretto di Giuseppe Maria Foppa, 2 settembre 1800, Theater am Kärntnertor di Vienna)
- Poche ma buone, ossia Le donne cambiate (opera buffa, libretto di Giuseppe Maria Foppa, 18 dicembre 1800, Theater am Kärntnertor di Vienna; anche come Der lustige Schuster, Offenbach, 1800 ca. e Lipsia, 1890 ca.)
- Achille (melodramma eroico, libretto di Giovanni De Gamerra, da Omero, 1801, Vienna)
- I fuorusciti di Firenze (opera semiseria, libretto di Angelo Anelli, 1802, Dresda)
- Sargino, ossia L'allievo dell'amore (dramma eroicomico, libretto di Giuseppe Maria Foppa, 1803, Dresda)
- Lodoiska (dramma eroico, libretto di Francesco Gonella, 1804, Bologna)
- Leonora, ossia L'amore conjugale (dramma semiserio, libretto di Giovanni Schmidt, da Jean-Nicolas Bouilly, 1804, Dresda)
- Sofonisba (dramma serio, libretto di Giovanni Schmidt, 1805, Bologna)
- Il maniscalco (dramma giocoso, 1805, Firenze)
- Numa Pompilio (dramma serio, libretto di Pietro Bagnoli, 1808, Parigi)
- Cleopatra (1808, Parigi)
- Diana e Endimione, ossia Il ritardo (intermezzo, libretto di Stefano Vestris, 1809, Parigi)
- Agnese (dramma semiserio, libretto di Luigi Buonavoglia, da Filippo Casari, 1809, Parma)
- La Didone (melodramma serio, libretto di Pietro Metastasio, 1810, Parigi)
- Un pazzo ne fa cento (opera buffa, 1812, Firenze)
- I Baccanti (opera seria, libretto di Gaetano Rossi, 1813, Parigi)
- Poche ma buone, ossia La moglie ravveduta (farsa comica, libretto di Giovanni De Gamerra, 1813, Roma)
- L'oriflamme (opéra, libretto di C.-G. Etienne e L.P.-M.-F. Baour-Lormian, 1814, Parigi)
- Oro non compra amore (opera buffa, 1814, Pavia)
- L'eroismo in amore (melodramma serio, libretto di Luigi Romanelli, 1815, Teatro alla Scala di Milano con Elisabetta Manfredini, Marietta Marcolini, Claudio Bonoldi e Giuseppe De Begnis)
- La primavera felice (opera giocosa, libretto di Luigi Balocchi, 1816, Parigi)
- Le maître de chapelle, ou Le souper imprévu (opéra comique, libretto di S. Gay, da A. Duval, 1821, Parigi)
- Blanche de Provence, ou La cour des fées (opéra, libretto di Emmanuel Théaulon e de Rancé, 1821, Parigi)
- La marquise de Brinvilliers (opéra comique, 1831, Parigi)
- Un caprice de femme (opéra comique, libretto di J. P. F. Lesguillon, 1834, Parigi)